# Grundsjön, Härjedalen
Grundsjön är en sjö inom Långå fiskevårdsområde i Härjedalens kommun i Härjedalen och ingår i Ljusnans huvudavrinningsområde. Sjön har en area på 21,5 kvadratkilometer och ligger 643,4 meter över havet. Grundsjön är ett vattenkraftsmagasin som bildades på 1970-talet genom uppdämning av Övre Grundsjön och Nedre Grundsjön. Samtidigt skedde en överledning av Särvåns vatten genom en tunnel från Övre Särvsjön. Magasinets vattennivå regleras mellan 630 och 654 meter över havet.
Sjön avvattnas av vattendraget Mittån. Vid provfiske har bland annat abborre, elritsa, lake, röding, sik och öring fångats i sjön.
Grundsjön hör till Långåfisket och är framför allt känd för sin röding, Grundsjöröding,  som har officiell klassning som skyddsvärd eftersom den tillhör samma släkte med storvuxen genetik som Vätterrödingen och röding i Sommen, Ladoga och ett par skotska sjöar. 
Grundsjörödingen är en populär sportfisk, särskilt på vårvintern då fiske från sjöisen, pimpelfiske, bedrivs.
Efter reglering av de två Grundsjöarna för kraft produktion i början på 1970 tilläts överledning av vatten från ett annat sjösystem, Övre Särvsjön, vilket ledde till att sik trängde in genom tunneln till Grundsjömagasinet. Röding och sik konkurrerar om näringen, framför allt i början av sin levnad, till nackdel för rödingen.
Sedan 2006 drivs ett särskilt projekt, Grundsjöprojektet, med avsikt att stödja Grundsjörödingens fortsatta existens i Grundsjön. Projektet drivs av Långå Fiskevårdsförening tillsammans med Fortum Generation AB, Härjedalens kommun och staten genom länsstyrelsen i Östersund samt Särvsjöns bysamfällighetsförening. Projektet går ut på att reduceringsfiska sik med djupnät och ryssja samt stödplantering av yngel från Grundsjöröding. Långå Fiskevårdsförening driver verksamheten på entreprenad enligt avtal med projektstyrelsen. I december publicerade Grundsjöprojektet en sammanfattande beskrivning i boken Grundsjörödingen  (ISBN 978-91-976023-2-7)  med projektstyrelsens ordförande, Helge Jonsson, som manusförfattare.
Grundsjörödingen är skyddad genom Trade Mark. 
På Halvfariudden på östra sidan av Övre Grundsjön fanns ett gravfält med åtta stensättningar som nu är överdämda.

## Delavrinningsområde
Grundsjön ingår i det delavrinningsområde (694248-135664) som SMHI kallar för Utloppet av Grundsjön. Medelhöjden är 733 meter över havet och ytan är 93,79 kvadratkilometer. Räknas de 50 avrinningsområdena uppströms in blir den ackumulerade arean 585,54 kvadratkilometer. Mittån som avvattnar avrinningsområdet har biflödesordning 2, vilket innebär att vattnet flödar genom totalt 2 vattendrag innan det når havet efter 353 kilometer. Avrinningsområdet består mestadels av skog (64 procent). Avrinningsområdet har 21,71 kvadratkilometer vattenytor vilket ger det en sjöprocent på 23,1 procent.

## Fisk
Vid provfiske har följande fisk fångats i sjön:
- Abborre
- Elritsa
- Lake
- Röding
- Sik
- Öring